# Kugelbrunnen (Aachen)

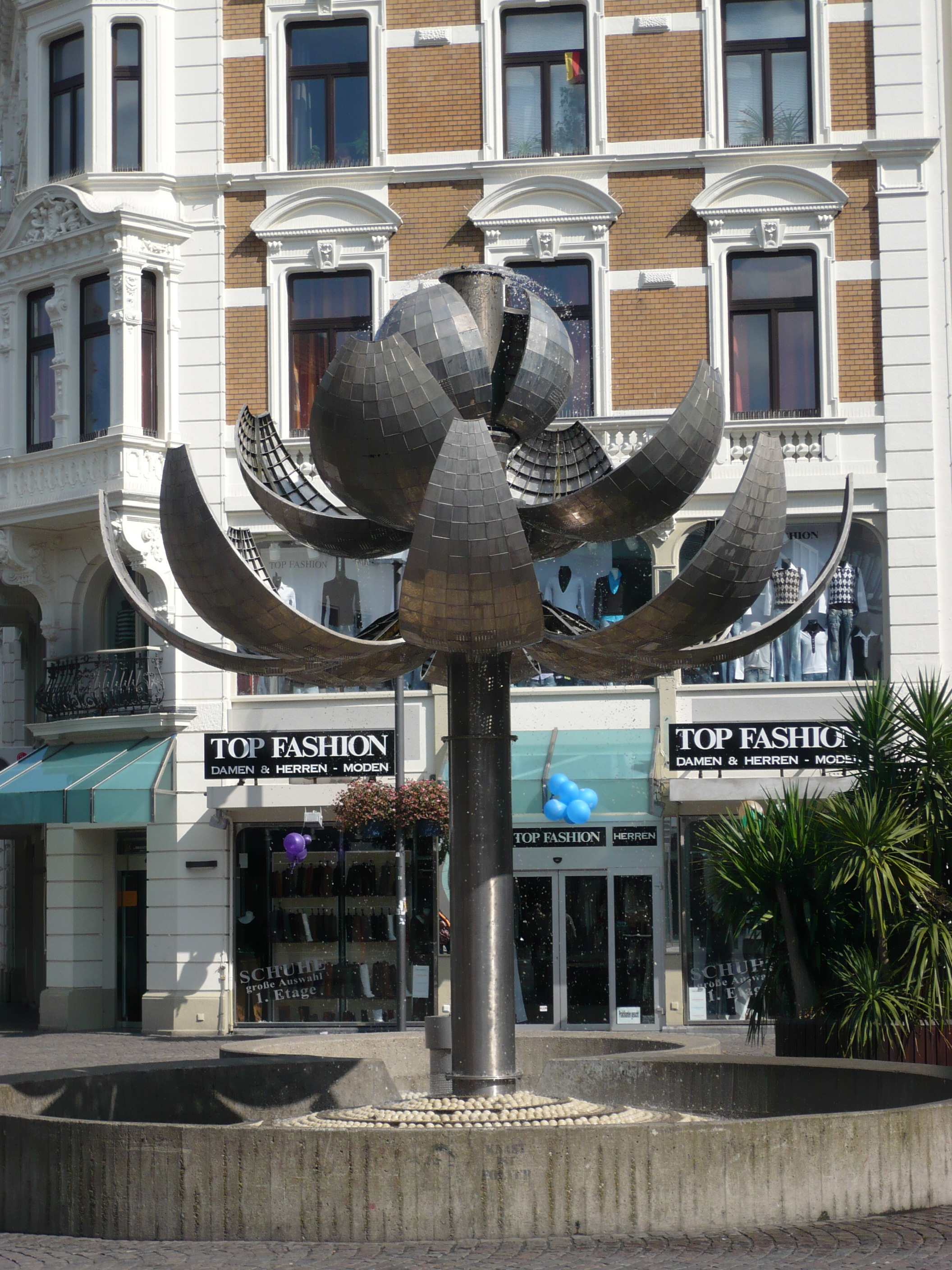
Geöffneter Brunnen

Der Kugelbrunnen ist ein 1977 von Albert Sous geschaffener Brunnen in Aachen.
Der Würselener Metallbildhauer Sous verwendete Edelstahl aus Trommeln von Waschmaschinen. Die Plastik wurde im Oktober 1977 der Öffentlichkeit übergeben. Damals kostete sie 290.000 DM.
Der Brunnen befindet sich in der Aachener Innenstadt in der Fußgängerzone Adalbertstraße auf Höhe des Willy-Brandt-Platzes. Er besteht aus einem sechs Meter hohen Eisenrohr und drei ineinanderliegenden Kugeln. Innerhalb von acht Minuten öffnen sich die aus zwei, vier und acht Segmenten bestehenden Kugeln hydraulisch und entfalten sich zu einer Blüte. Oben aus der Kugel strömt Wasser in ein Becken, das mit vielen kleinen Keramikkugeln spiralförmig ausgelegt ist. Die Kugeln stammen aus dem Forschungszentrum Jülich, wo sie zur mechanischen Erprobung des AVR-Hochtemperaturreaktors dienten. Sie kamen nie mit Radioaktivität in Berührung, hatten nur den erforderlichen Durchmesser und das richtige Gewicht. Sous fand diese Kugeln zu zehntausenden in einer Erddeponie in der Umgebung des AVR-Betriebsgeländes und verwendete sie auch für andere Werke, unter anderem in gegen die Jülicher Atomforschung gerichteten Stücken. Die Kugeln sollen hier an das Spielkasino erinnern, das ein Jahr vorher eröffnet wurde.
Zum Ensemble gehört der ebenfalls mit kleinen Kugeln bedeckte kleinere Brunnenteil, der als Trinkwasserspender dient.